# Championnat de France de rugby à XIII 1949-1950
Navigation
Édition précédente Édition suivante
Le Championnat de France de rugby à XIII 1949-1950 oppose pour la saison 1949-1950 les meilleures équipes françaises de rugby à XIII au nombre de douze.

## Liste des équipes en compétition
| Albi Avignon Bordeaux Carcassonne Cavaillon Lézignan Libourne Lyon Marseille XIII Catalan Toulouse O. Villeneuve-sur-Lot |

Douze équipes participent au championnat de France de première division .

## Déroulement de la compétition

### Classement de la première phase
| Classement | Club             | Points | Matchs |
| 1er        | XIII Catalan     | 59     | 22     |
| 2e         | A.S. Carcassonne | 54     | 21     |
| 3e         | Lyon XIII        | 48     | 21     |
| 4e         | R.C. Marseille   | 47     | 21     |
| 5e         | U.S. Villeneuve  | 43     | 20     |
| 6e         | R.C. Albigeois   | 42     | 21     |
| 7e         | F.C. Lézignan    | 41     | 21     |
| 8e         | Bordeaux XIII    | 39     | 21     |
| 9e         | Libourne XIII    | 34     | 21     |
| 10e        | S.O. Avignon     | 32     | 20     |
| 11e        | S.U. Cavaillon   | 32     | 20     |

|  | Qualifié pour les demi-finales |

Le classement est incomplet. Marseille et Villeneuve-sur-Lot se disputent une rencontre pour désigner le quatrième de la saison après le forfait de Toulouse. Marseille remporte ce barrage le 23 avril 1950 14-3.

### Phase finale
|  | Demi-finales                | Demi-finales                | Demi-finales                | Demi-finales                |             |             | Finale                    | Finale                    | Finale                    | Finale                    |
|  |                             |                             |                             |                             |             |             |                           |                           |                           |                           |
|  | Le 30 avril 1950 à Bordeaux | Le 30 avril 1950 à Bordeaux | Le 30 avril 1950 à Bordeaux | Le 30 avril 1950 à Bordeaux |             |             | Le 7 mai 1950 à Perpignan | Le 7 mai 1950 à Perpignan | Le 7 mai 1950 à Perpignan | Le 7 mai 1950 à Perpignan |
|  | A.S. Carcassonne            | A.S. Carcassonne            | 10                          | 10                          |             |             | Le 7 mai 1950 à Perpignan | Le 7 mai 1950 à Perpignan | Le 7 mai 1950 à Perpignan | Le 7 mai 1950 à Perpignan |
|  | A.S. Carcassonne            | A.S. Carcassonne            | 10                          | 10                          |             |             | Le 7 mai 1950 à Perpignan | Le 7 mai 1950 à Perpignan | Le 7 mai 1950 à Perpignan | Le 7 mai 1950 à Perpignan |
|  | Lyon XIII                   | Lyon XIII                   | 6                           | 6                           |             |             | Le 7 mai 1950 à Perpignan | Le 7 mai 1950 à Perpignan | Le 7 mai 1950 à Perpignan | Le 7 mai 1950 à Perpignan |
|  | Lyon XIII                   | Lyon XIII                   | 6                           | 6                           | Carcassonne | Carcassonne | 21                        | 21                        |                           |                           |
|  | Le 30 avril 1950 à Lyon     |                             |                             |                             | Carcassonne | Carcassonne | 21                        | 21                        |                           |                           |
|  |                             |                             | Marseille                   | Marseille                   | 7           | 7           |                           |                           |                           |                           |
|  | R.C. Marseille              | R.C. Marseille              | Marseille                   | Marseille                   | 7           | 7           | 20                        | 20                        |                           |                           |
|  | R.C. Marseille              | R.C. Marseille              |                             |                             |             |             |                           | 20                        |                           |                           |
|  | XIII Catalan                | XIII Catalan                | 3                           | 3                           |             |             |                           |                           |                           |                           |
|  | XIII Catalan                | XIII Catalan                | 3                           | 3                           |             |             |                           |                           |                           |                           |

#### Demis-finales
Les demi-finales ont lieu le dimanche 30 avril 1950.
| Demi-finale Dimanche 30 avril 1950 | A.S. Carcassonne                                                                     | 10 - 6 (0 - 0) | Lyon XIII                          | Bordeaux 3 642 spectateurs Arbitre : M. Planton |
| Demi-finale Dimanche 30 avril 1950 | Essai(s) : 2 Teisseire (20e) et Bertrand (25e) Transformation(s) : 2 Puig-Aubert (2) |                | Essai(s) : 2 Lécuyer, Crespo (73e) | Bordeaux 3 642 spectateurs Arbitre : M. Planton |
| Demi-finale Dimanche 30 avril 1950 |                                                                                      |                |                                    | Bordeaux 3 642 spectateurs Arbitre : M. Planton |

| Demi-finale Dimanche 30 avril 1950 | R.C. Marseille | 20 - 3 (8 - 3) | XIII Catalan         | Toulouse 4 884 spectateurs Arbitre : M. Vacher |
| Demi-finale Dimanche 30 avril 1950 | Essai(s) : 4 Béraud (23e), Casse (36e), Dop (75e) et André (83e) Transformation(s) : 2 Poncet (75e et 83e) Pénalité(s) : 1 Poncet (1re) et Rouzeaud (27e) |                | Essai(s) : 1 Thubert | Toulouse 4 884 spectateurs Arbitre : M. Vacher |
| Demi-finale Dimanche 30 avril 1950 | |                |                      | Toulouse 4 884 spectateurs Arbitre : M. Vacher |

#### Finale
(mt : -)
Homme du match :
Points marqués : 
- Carcassonne: 5 essais de Bertrand (3), Vaslin et Gacia, 3 transformations de Puig-Aubert
- Marseille: 1 essai d'André, 1 transformation de Poncet, 1 pénalité de Poncet

Évolution du score : 
Arbitre : M. Dobson
Spectateurs : 23 500
Composition des équipes :
- Carcassonne: Puig-Aubert - Joseph Grasseau, Louis Llari, Gilbert Bertrand, Henri Vaslin - Claude Teisseire, Roger Guilhem - Louis Mazon, Louis Cadene, Pierre Gastou, Édouard Ponsinet, Gacia, Germain Calbète - Entraîneur : René Carruesco
- Marseille: Paul Poncet - Maurice André, André Rouzaud, André Hatchondo, Robert Casse - Paul Césard, Jean Dop - François Rinaldi, Henri Durand, André Béraud, Ulysse Négrier, Raoul Pérez, Robert Barthès - Entraîneur : Jean Duhau

Dominateur du Championnat tout au long de la saison, le XIII Catalan est pourtant battu par le tenant du titre Marseille en demi-finale. Toutefois, en cette finale, son adversaire, Carcassonne se présente en favori après avoir écarté Lyon XIII en demi-finale. La finale se déroule le 7 mai 1950 Stade Jean-Laffon à Perpignan.
Carcassonne présente de nombreux atouts avec Puig-Aubert, Henri Vaslin, Louis Llari, Claude Teisseire, Joseph Grasseau, Édouard Ponsinet et Germain Calbète. De son côté, Marseille présente sa charnière Paul Césard, Jean Dop, sa ligne d'avants avec François Rinaldi, Henri Durand, André Béraud et Raoul Pérez, enfin Maurice André et André Hatchondo animent les ailes et les centres. Le tout est arbitré par l'arbitre anglais M. Dobson en la présence du président de la Ligue française de jeu à XIII Paul Barrière.
Le début du match est marqué par de solides défenses de part et d'autre avant que l'ouverture du score se fasse par l'intermédiaire d'un essai de Maurice André au crédit de Marseille transformé par Paul Poncet. Carcassonne riposte, se heurte souvent à la défense rigoureuse marseillaise mais trouve l'ouverture par le démarquage de Claude Teisseire qui marque l'essai. Sans gestes brutaux, l'opposition entre les deux clubs est énergique.
La finale bascule à la 30e minute avec la fracture du tibia du centre marseillais André Hatchondo contraignant ses coéquipiers à évoluant à 12 tout le reste de la partie. Carcassonne profite de cet avantage numérique pour rapidement marquer deux nouveaux essais par Gilbert Bertrand et Henri Vaslin et de prendre le large au score. Marseille poursuit courageusement la partie en stoppant alors les attaques de Carcassonne. Au retour des vestiaires, le précieux pied de Puig-Aubert, approximatif au première mi-temps, se montre alors plus efficace et précis lors de ses amorces de contre-attaques amenant l'essai de Marcel Gacia. Côté marseillais, Jean Dop et Ulysse Négrier font le maximum pour renverser le cours de la partie en vain puisque Bertrand inscrit un nouvel et dernier essai pour Carcassonne.
Carcassonne inscrit pour la troisième fois son nom au palmarès après ses succès en 1945 et 1946.

## Effectifs des équipes présentes
| Marseille     | A. André Maurice André Argelès Robert Barthès André Béraud Robert Casse Paul Césard Norbert Costa Louis Dehaye Guy Delaye Jean Dop Henri Durand Jean Fachan André Hatchondo Marius Miseroux Ulysse Négrier François Othal Raoul Pérez Paul Poncet François Rinaldi André Rouzaud Entraîneur : Jean Duhau | Carcassonne | Bentaberry Félix Bergèse Gilbert Bertrand Louis Cadène Germain Calbète Marcel Gacia Pierre Gastou Joseph Grasseau Roger Guilhem Louis Llari Jean Marseron Martin Martin Louis Mazon René Peytavy Édouard Ponsinet Puig-Aubert Claude Teisseire Fernand Thomas Henri Vaslin Entraîneur : René Carruesco |
| Albi          | Gabriel Berthomieu Marcel Blanc Cadena Bernard Cesses Chambes Colomer Gaston Combes H. Combes Duthoit Charles Galaup Heuillet Idrac Maraval André Melet Moreau Rouanet André Rives Marcel Volot | Lyon        | Robert Abadie Jean Audoubert Maurice Bellan Élie Brousse Canina Coulon Joseph Crespo Delahaie René Duffort René Lasserre Antoine Lecuyer René Lhoste Yvon Lopes de Barros (ex-Montferrand) Vincent Martimpé-Gallart François Montrucolis Georges Rascol Rodella Henri Riu Pierre Taillantou Tournier   |
| Lézignan      | Clottes Courrenc Darrieumerlou A. Dumas J. Dumas Pierre Espeluque Fages Giacomi Joseph Guiraud Labrousse Marty I Marty II Noë Roques | Toulouse    | Bataille Bergès Robert Caillou Calmette Vincent Cantoni Cassayet Caverivière Corrèges Grégoire Hosselin Laffont Lasmolles Frédéric Pasino (ex-Bègles) Poch Sabarthez Sirera Volot |
| XIII Catalan  | Lucien Barris Borras Irénée Carrère Gaston Comes Paul Dejean Dubert Fitte Gazé Lucien Malafosse Jep Maso Piques Jean Roigt Sales Serre Subert Francis Thubert Frédéric Trescazes Ambroise Ulma Georges Vayre Entraîneur : Roger Ramis                                                                    | Bordeaux    | José Audignon Paul Bartoletti Bichendarritz Castro Chardier Raymond Contrastin Crabos Dehez Christian Duplé Fourcade Adolphe Inza Albert Kaemph René Lamouliatte Laurent Laussat Odé Lepes Francis Palats Vilain                                                                                       |
| US Villeneuve | Artigalas I Artigalas II Barjou Gaston Calixte Dachary Roger Estrada Fallières André Fort Gabriel Genoud Gironde Joyau Auguste Lucianaz Machi Mary Marius Masetti Murari Vigouroux Yves Treilhes Zeny | Cavaillon   | Aldo Baille Cibrario Douarche Roger Frassi Michel Lopez Marfour Molinaro Pages Pagnetti Peyresaubes Rodriguez Roman Sarnette Saurel Tallagrand |
| Libourne      | Barrol Angélo Boldini Bonnecaze Bouillère Caraze Dupont Gaillan Gimenez Housty Lacombe Laurent Lormand Rullan Salvador Serre | Avignon     | André Béraud Henri Cazade René Clareton Cotte Coeur Dehaye Duble Fabre Fabvre Fachan Hurard René Jean Pallares René Rangotte Rivière Savonne Vernis |
| Carpentras    | J. Auran M. Auran Boni Clauzel Daillant Justin Davant Dedieu Dorino Maigre Martinez Prats Simko Uranga Entraîneur : Justin Davant |             | |